# 家妓

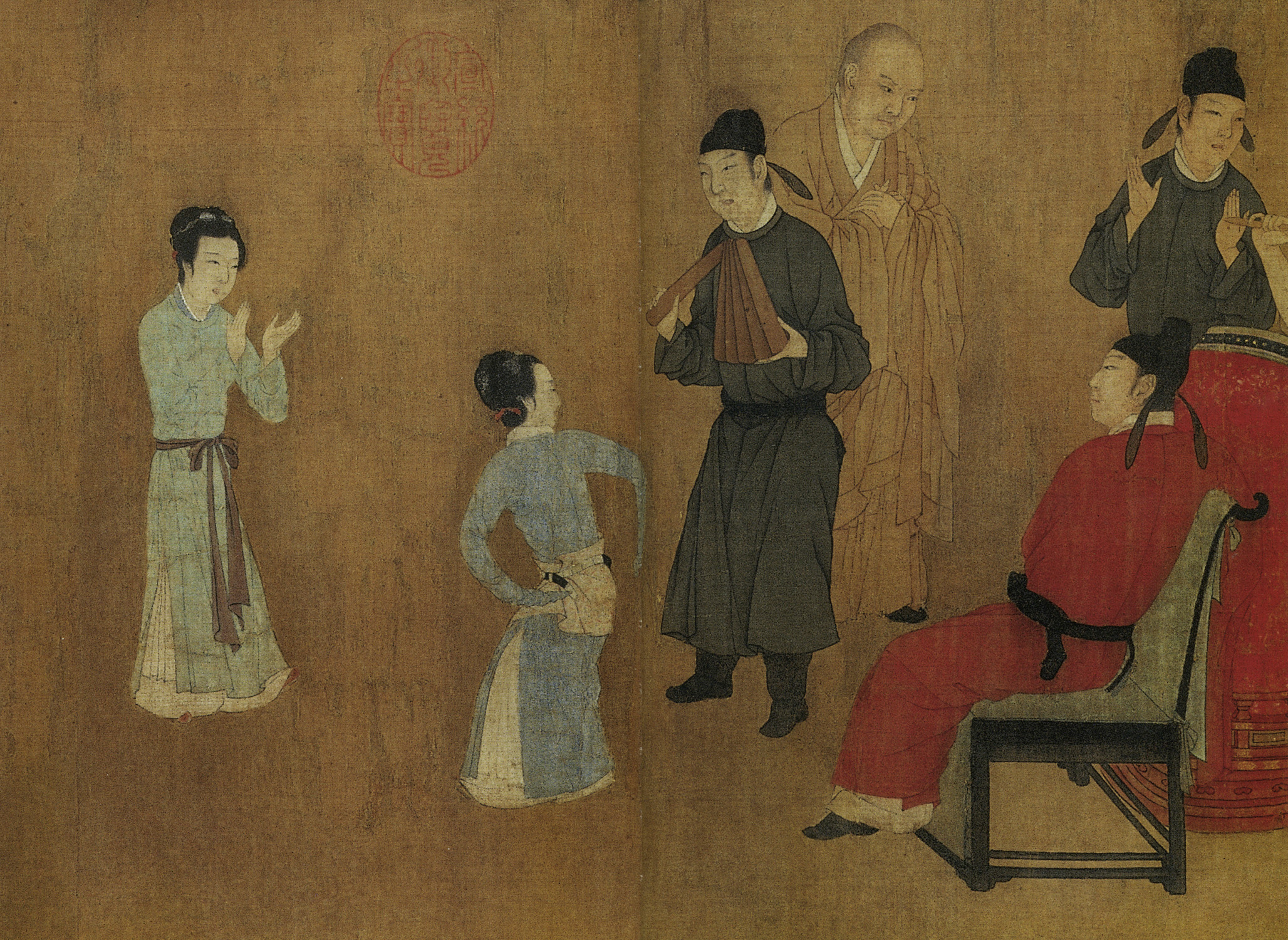
《韩熙载夜宴图》中，家伎王屋山跳六幺舞的画面。

家妓通作家伎，或称女妓、伎女、女乐、舞女、内妓:147、妓妾、伎妾、妓女:148、妓侍:111:151、侍妓:101、侍儿:102等，是中國傳統倡伎女樂的一类。通常是贵族、士大夫、官宦家庭中豢养，擅长歌唱、舞蹈、乐器演奏等技艺，为家主提艺术表演和性服务的女性:111:147:100。法律上，她们没有配偶身份，不入家籍:150，亦可归为姬侍一类:111:40。宋朝之前，法律身份多为隶属家主的奴婢。宋朝时，转化为与家主订立契约的平民身份:98。
当代研究者以宋人称道趙抃、赵鼎等人的家妓出嫁后还是处女一事推断，当时家主和家妓之间没有性關係并不是普遍的:100。

## 历史演变
中国古代“妓”通“伎”。先秦时期即有关于家妓的记载。春秋时期，晋悼公因武将魏絳的和戎之功，赐予八名女乐。这被研究者认为是史书记载的中国最早的家妓。汉朝时，私家蓄养的女乐归于家妓性质。三国时，曹魏治下的北方地区上层家庭多豢养家妓:147。
魏晋南北朝时，豢养家妓之风盛行。南齐时，武帝于永明六年（488年），“敕位未登黄门郎，不得畜女妓”。但这种以行政手段抵制上层家庭豢养家妓之风，并未成功。在南朝治下的江南因经济发展，“富商大贾”也开始豢养家妓。当时，没有豢养家妓的官员反而是少数，受到社会舆论赞赏:148。
当代研究者总结，魏晋南北朝时，家妓的主要来源有三种：第一，通过赏赐、抢掠等手段，官妓转变为家妓；第二，通过交换、掠夺、赠送、买卖等途径，来自于其他家庭；第三，来自于民间、其他政权或少数民族地区，如被曹爽掠夺的良家女，以及战争中的俘虏:147—148。
唐代社会从权贵阶层至士人百姓，蓄养姬妾为普遍现象。当代研究者认为，唐代权贵的奢靡之风、盛行的游宴活动、各阶层对音乐歌舞艺术的嗜好，使蓄养姬妾（家妓）的风气达到极盛:40。此时家妓身份上与其她姬侍没有严格的区分，与婢女（婢妾）同类:140。“既属婢妾身份，又具有优伶性质”:109，但她们一般不从事家务劳动，而是男性的“内宠和歌舞人”。当时，妾、家妓多出身娼妓、优伶，以及良家小户女子。地位卑微，然而生活优裕:40。
宋朝时，家妓身份多为平民，对其以契约方式进行管理约束，而契约条款又有延续唐代奴婢制度内容。当代研究者指出，宋代家妓没有前朝各代对妓女身份的限制，无官方惩罚的色彩，也没有元明清时种族歧视和家庭迫害的成分:98、102。